# Kölner Streichsextett
Das Kölner Streichsextett wurde 1997 von Demetrius Polyzoides und Uwe Ender mit dem Ziel gegründet, Kammermusik für Streichsextettbesetzung mit einem festen, kontinuierlich arbeitenden Ensemble aufzuführen.
Neben der konsequenten Pflege der klassisch-romantischen Sextettliteratur stehen regelmäßig Werke der musikalischen Avantgarde auf dem Programm.

## Mitglieder
- Demetrius Polyzoides, Violine
- Elisabeth Polyzoides-Baich, Violine
- Bernhard Oll, Viola
- Rémy Sornin-Petit, Viola
- Uta Schlichtig, Violoncello
- Birgit Heinemann, Violoncello

Bernhard Oll stieß nach dem Tod von Uwe Ender zum Ensemble. Ansonsten spielt das Sextett seit seiner Gründung in gleicher Besetzung.

## Uraufführungen
- Augusto Valente six to midnight (1999/2000), Auftragskomposition des Kölner Streichsextetts, Klaus-von-Bismarck-Saal (ehemals Großer Sendesaal), Kölner Funkhaus (10. März 2001)
- Horst Schiffbauer, L’autre, pas d’ici (2002), Winden

## Forschung – vergessene Werke der Streichsextettliteratur
Neben der eigentlichen musikalischen Arbeit widmen sich die Mitglieder des Kölner Streichsextetts gelegentlich der musikalischen Forschungsarbeit. Folgende Werke sind im Zuge dieser Arbeit wiederaufgeführt worden:
- Hans Koessler, Streichsextett f-moll (spätestens 1902), Erstdruck: Straßburg, Süddeutscher Musikverlag, 1902
- Eduard Franck, Streichsextett Es-Dur op. 41, (ca. 1882)
- Eduard Franck, Streichsextett D-Dur op. 50, (1894)
- Ludwig van Beethoven, Sinfonie Nr. 6 F-Dur op. 68 (Pastorale) in einer Bearbeitung für Streichsextett von Michael Gotthard Fischer (1810)

## Diskografie
- Das Kölner Streichsextett, marc aurel edition (2001)

Johannes Brahms, Streichsextett Nr. 2 G-Dur op. 36, Kurt Hopstein, Vergessene Gärten
- Das Kölner Streichsextett, CAvi-music 8553258

Ludwig van Beethoven, Sinfonie Nr. 6 F-Dur op. 68 (Pastorale) in einer Bearbeitung von 1810 für Streichsextett von Michael Gotthard Fischer, Augusto Valente, six to midnight
- Kölner Streichsextett, marc aurel edition (2004)

Johannes Brahms, Streichsextett Nr. 1 B-Dur op. 18, Adolf Busch, Streichsextett G-Dur op. 40
- Verklärte Nacht, marc aurel edition (2006)

Arnold Schönberg, Verklärte Nacht, Andreas Hammerschmidt, Paduan à 6, Richard Strauss, Streichsextett aus der Oper Capriccio op. 85, Wolfgang Danzmayr, Zum Beispiel: Isolde, Tatjana Komarova, Auf immer und ewig!?, Béla Bartók, Aus dem Tagebuch einer Fliege

## Trivia
Zusammenarbeit mit dem Kabarettisten Lars Reichow, Pastorale carnevale, WDR 3, Live-Übertragung (22. Februar 2003)